# Франко Віттадіні
Франко Віттадіні (італ. Franco Vittadini, 9 квітня 1884 – 30 листопада 1948) — італійський диригент і композитор, відомий своїми операми і духовною музикою.

## Життя і творчість
Народився в 1884 у Павії на півночі Італії. 
У 1903 почав свою музичну освіту в Міланській консерваторії, але передчасно її залишив через розбіжності з режисером і педагогом Джузеппе Галіньяні. 
Деякий час він працював капельмейстером і органістом у Варезе, після чого решту свого життя прожив у Павії, де працював директором Музичного інституту з 1924 аж до своєї смерті.
Як композитор Віттадіні досяг свого найбільшого успіху з оперою Anima Allegra (1918-1919), яка ставилась як за кордоном так і в Італії. Його балет Старий Мілан (Vecchia Milano, 1928) є не менш відомим. Сам композитор вважав найкращою своєю роботою оперу Караччоло (1938), в той час як публіка найбільш прихильно сприйняла його оперу Fiammetta е l'Avaro (1942-1951).
Також Віттадіні відомий як автор духовної музики. Йому належать численні твори у жанрах меса і мотет у стилі, дуже схожому на твори композитора духовної музики Лоренцо Перозі. Ораторія L'agonia del Redentore (1933) вважається однією з найкращих його робіт, а релігійна драма Nazareth за романом Сельми Лагерлеф (1925) неначе утворює місток між його досягненнями у царині духовних композицій і драматичних творів.

## Опери
Найбільш відомі опери Віттадіні:
- Il mare di Tiberiade (1914)
- Anima Allegra (1918-19) (Рим), лібрето Джузеппе Адамі
- Nazareth (1925) (Павія)
- La Sagredo (1930) (Мілан)
- Il natale di Gesù (1933) (Барі)
- Caracciolo (1938) (Рим)
- Fiammetta e l'avaro (1942) (Брешіа)